# PICO
PICO bezeichnet ein häufig verwendetes Hilfsschema der evidenzbasierten Medizin zur Formulierung einer recherchierbaren Fragestellung im Gesundheitswesen. Es wurde von der McMaster University in Chicago (USA) entwickelt.

## Zielsetzung
Mit dem PICO-Modell soll eine Festlegung der Parameter für Fragestellungen erstellt werden, um das gesuchte Ergebnis zu erzielen. Aus den Kombinationen der Parameter ergeben sich potenziell nützliche Fragen. Bei der Formulierung jeder Frage ist es notwendig, einen Kompromiss zwischen dem Wunsch nach bester Information, der Realität der nur begrenzt vorhandenen Daten, den Studiendesigns und den verfügbaren Ressourcen zu finden.

## Suchstrategie
Die Suchstrategie zur wissenschaftlichen Literaturrecherche beginnt mit der Vorbereitung der Recherche mittels des Pico-Modells. Im zweiten Schritt werden die entsprechenden Fachdatenbanken ausgewählt. Es folgt  die Weiterverarbeitung der Ergebnisse und endet mit der Dokumentation der Suchstrategie.

## Akronym
PICO steht als Akronym für:
Population oder Patient, Problem:
Beschreibung der Gruppe von Patienten bzw. des Problems
Intervention = Technologien, diagnostisches/therapeutisches Verfahren:
Welche Intervention ist Gegenstand der gegenwärtigen Untersuchung?
Comparison oder Control = Vergleichsintervention:
Was ist die Hauptalternative, mit der die Intervention verglichen werden kann?
Outcome = Zielgröße:
Was soll erreicht werden?

### Beispiel
Beispiel für eine Fragestellung in der Gesundheitsversorgung
- Population = Patienten mit Diabetes mellitus Typ I
- Intervention = Insulinanaloga
- Comparison = Inhalatives Insulin
- Outcome = Lebensqualität